# Болтино (Пензенская область)
Болтино — село в Камешкирском районе Пензенской области России, входит в состав Большеумысского сельсовета.

## География
Село расположено на берегу реки Кадада в 7 км на северо-восток от центра сельсовета села Большой Умыс и в 15 км на север от районного центра села Русский Камешкир.

## История
Основано в конце XVII в. помещиком Болтиным. Упоминается как с. Знаменское, Болтино тож, в связи с делом беглого крестьянина Нижегородского уезда Савелия Фролова, который около 1689 г. пришел жить в вотчину Ивана Федоровича Балтина в с. Знаменское, Болтино тож, где его принял приказчик Андрей Федорович Мешков и где Савелий прожил 22 года. Упоминается также около 1716 г. в ревизской сказке беглого нижегородского крестьянина Федота Степанова как с. Болтино Пензенского уезда, где он жил, работая на мельнице. В 1738 г. – сельцо Знаменское, вотчина капрала Василия Болтина, по его прошению в этом году освящена новая церковь. В 1748 г. – село Знаменское, Болтино тож, Узинского стана Пензенского уезда капрала Василия Ивановича Болтина, 88 ревизских душ. В 1756 г. построена новая деревянная церковь. В переписных книгах 1762 г. упоминается несколько дворян Болтиных в Узинском стане Пензенского уезда. С 1780 г. – село Кузнецкого уезда Саратовской губернии. В 1795 г. – Знаменское, Болтино тож, село общего владения действительного статского советника и кавалера Павла Михайловича Козлова с прочими владельцами, 70 дворов, 228 ревизских душ. В 1859 г. – 49 дворов, 2 промышленных заведения, мельница. В 1872 г. построена на каменном фундаменте новая деревянная церковь во имя Введения во храм Пресвятой Богородицы с приделом во имя Михаила Архангела. В 1911 г. село в составе Камешкирской волости Кузнецкого уезда, 105 дворов, церковь, земская школа.
С 1928 года село являлось центром сельсовета Камешкирского района Кузнецкого округа Средне-Волжской области (с 1939 года — в составе Пензенской области). В 1930 году в селе основан колхоз «Великий перелом». В 1980-е гг. село в составе Большеумысского сельсовета, бригада колхоза «Заветы Ильича».

## Население
| 1748 | 1795 | 1859 | 1897 | 1911 | 1926 | 1930 |
| ---- | ---- | ---- | ---- | ---- | ---- | ---- |
| 176  | ↗456 | ↘408 | ↗511 | ↗641 | ↘475 | ↗793 |
| 1939 | 1959 | 1979 | 1989 | 1996 | 2002 | 2010 |
| ↘780 | ↘516 | ↘294 | ↘221 | ↘191 | ↘168 | ↘128 |